# Ragebol (strip)
Ragebol is een Belgische stripreeks die begonnen is in 1987. Alle albums zijn getekend door Frank Pé, de eerste vier geschreven door Michel de Bom (Bom), en uitgegeven door Dupuis.
Hoofdpersonen in de strip zijn Ragebol en zijn vriendin Catherine. Centraal thema is de warmte van de liefde en de natuur tegenover de kilheid van de stad, het geld en de technocratie.

## Ontstaan
Het personage werd al eerder opgevoerd door Frank Pé in korte verhalen of als illustratie bij een rubriek rond de natuur in weekblad Robbedoes / Spirou. Op 22 november 1984 startte in Robbedoes / Spirou de voorpublicatie van het eerste lange verhaal van Ragebol, De droom van de walvis. Scenarist Bom had zich zelf aangeboden bij Frank Pé, en samen creëerden ze een poëtisch en humoristisch verhaal, gekruid met Belgisch surrealisme. Frank Pé inspireerde zich op de Brusselse buurt bij het Koninklijk Belgisch Instituut voor Natuurwetenschappen, waar hij zelf woonde. Het personage van Catherine kwam er op suggestie van Thierry Martens, ex-hoofdredacteur van Spirou.

## Albums
| Nummer | Titel                         | Schrijver     | Jaar |
| ------ | ----------------------------- | ------------- | ---- |
| 1      | De droom van de walvis        | Michel de Bom | 1987 |
| 2      | De beeldhouwers van het licht | Michel de Bom | 1987 |
| 3      | De nacht van de kat           | Michel de Bom | 1989 |
| 4      | Onder twee zonnen             | Michel de Bom | 2000 |
| 5      | Een faun op je schouder       | Frank Pé      | 2003 |

## Prijzen
De droom van de walvis werd verschillende malen bekroond, onder andere met de Prix des alpages op het stripfestival van Sierre. De nacht van de kat werd bekroond op het Stripfestival van Angoulême. 

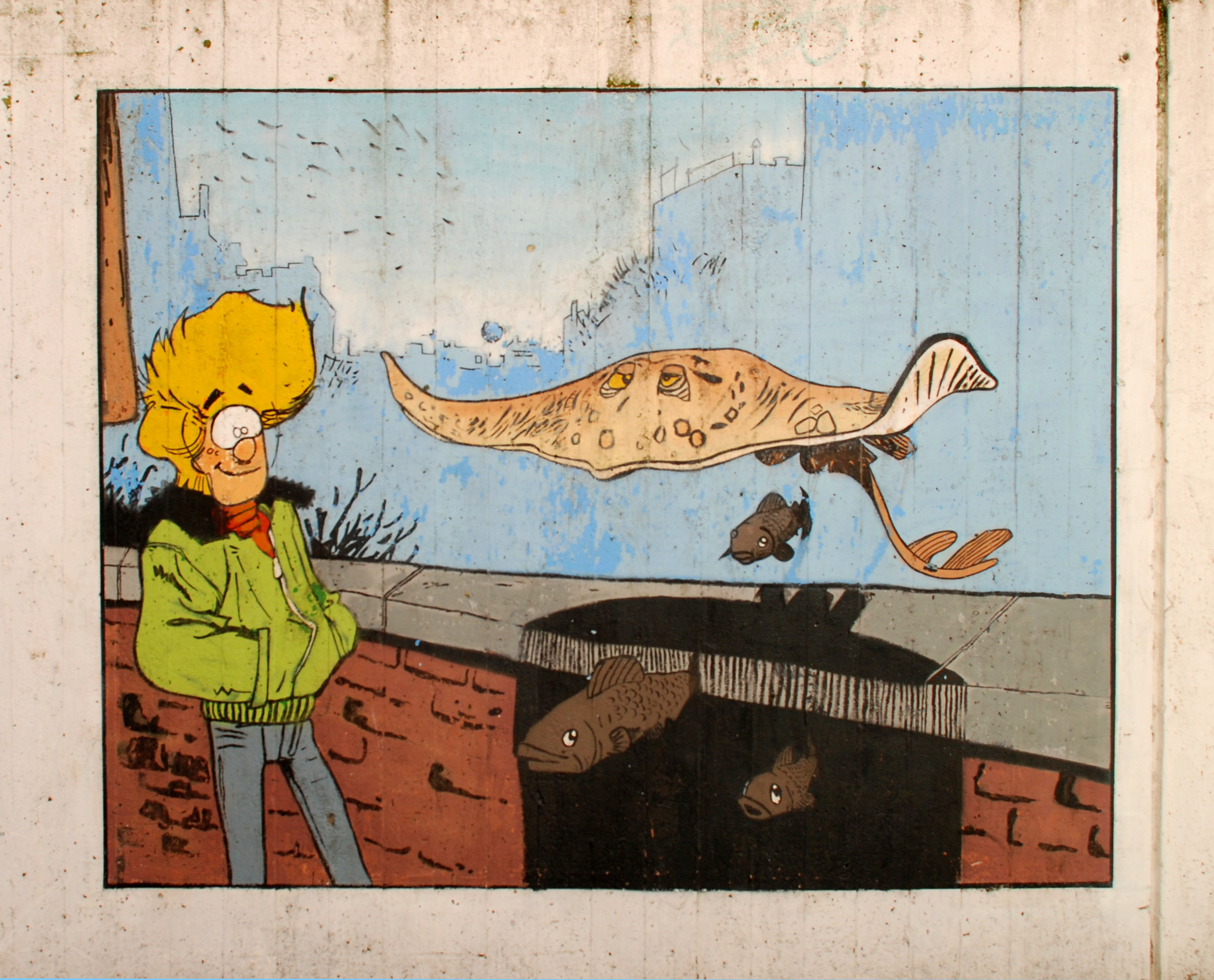
Muurschildering van Ragebol in Louvain-la-Neuve.